# George Ivan Douglas Marks
George Ivan Douglas Marks, kanadski letalski častnik, vojaški pilot in letalski as, * maj 1897, Toronto, Ontario, † 21. oktober 1949, Toronto, Ontario.
Nadporočnik Marks je v svoji vojaški službi dosegel 8 zračnih zmag.

## Življenjepis
Med prvo svetovno vojno je bil sprva pripadnik Kraljevega letalskega korpusa, nato pa RAF.